# R65 (Jordanien)
Die Route 65 ist eine Fernstraße in Jordanien. Die Straße bildet die westlichste Nord-Süd Magistrale des Landes und führt durch den Jordangraben, am Toten Meer entlang und durch die Arava nach Süden. Außer Aqaba gibt es keine großen Städte an der Strecke. Die Straße ist 375 km lang.

## Straßenbeschreibung
Die Route 65 ist einspurig und verläuft parallel zur Grenze mit Israel und den palästinensischen Gebieten. Im fruchtbaren Jordantal verbindet sie zahlreiche Siedlungen, südlich des Toten Meeres führt sie durch relativ dünn besiedelte Gegend. An dieser Straße starten alle Ost-West-Routen in Jordanien.
Die Route 65 beginnt im Nordwesten von Jordanien an der Grenze zu Israel etwa fünf Kilometer südlich des Sees Genezareth. Nach etwa 10 Kilometern zweigt in Richtung Osten die Route 10 nach Irbid ab. Im Jordantal wird intensive Landwirtschaft betrieben und so begleiten die Straße Plantagen mit Zitrusbäumen und Gemüseanbauflächen unter Folientunneln.
Auf der Höhe der israelischen Stadt Bet Sche’an zweigt nach Westen die Straße zum nördlichen Grenzübergang ab. Etwas später führt die 20 nach Jerash im Südosten. Bei Deir 'Alla quert die Route 65 das Jabboktal, bevor die 30 nach Amman abzweigt.
Die Route 65 führt etwa 30 Kilometer westlich an Amman vorbei. Eine Nebenstraße ermöglicht die Zufahrt zum König Hussein Grenzübergang (Allenby-Brücke) nach Israel. Bei ar-Rawda zweigt die 40 ab, die über Na'ur von Süden nach Amman führt.
Dann folgt eine sehr malerische Strecke entlang des Toten Meeres und etwa 400 Meter unter dem Meeresspiegel. Somit ist die Straße die am niedrigste gelegene Straße der Welt. Es gibt nach der Hotelzone im Norden nur einige Dörfer auf der Strecke. Vor 'Ain Zarqa biegt eine kurvenreiche Straße nach Osten ab, die hinauf nach Madaba und zur 35 führt. An der engsten Stelle des Toten Meeres, der Lisan-Halbinsel, passiert die Route 65 Potash City, das Zentrum der Kalisalz-Gewinnung. Hier geht die 50 ab und vorbei an Bab edh-Dhra in die Berge nach Karak. Nach Safi und Feifa zweigt die 60, die über at-Tafila zur Wüstenautobahn 15 führt, als letzte Verbindungsstraße vor Aqaba nach Osten ab.
Südlich des Toten Meeres steigt die Wüstenlandschaft an und die Straße führt dann über dem Meeresspiegel weiter nach Süden etwa 180 Kilometer durch die Aravasenke. Nach dem Flughafen von Aqaba führt eine Verbindungsstraße zum Grenzübergang nach Eilat. Kurz von Aqaba mündet von Osten die Route 80 ein, die Verbindung zur Aqaba umgehenden Route 15.
Die Route 65 führt durch die südliche Hafenstadt Aqaba und an den Tauchstränden am Roten Meer entlang bis zur saudischen Grenze bei ad-Durra. Kurz vor der Grenze mündet noch die 15 ein.

## Bedeutung
Die Route 65 ist eine wichtige Route für die Versorgung Jordaniens und verbindet die landwirtschaftlichen Flächen entlang des Jordan mit den großen Städten im Nordwesten des Landes. Entlang des Toten Meeres ist der Weg für den Tourismus wichtig. Der Abschnitt weiter nach Süden bis Aqaba ist von besonderer strategischer Bedeutung entlang der israelischen Grenze und für den Durchgangsverkehr, der nicht auf der Route 15 nach Aqaba fährt.

## Städte an der Route 65
- Al Mazra'a
- Potash City
- Safi
- Feifa
- Akaba